# I May Destroy You
I May Destroy You es una serie de televisión de comedia dramática británica, creada, escrita, codirigida y producida por Michaela Coel para BBC One y HBO. La serie está ambientada en Londres y protagonizada por Coel como Arabella, una joven que debe reconstruir su vida después de que la agredieran sexualmente después de poner drogas en su bebida. La serie se estrenó el 7 de junio de 2020 en HBO y el 8 de junio de 2020 en BBC One.

## Sinopsis
I May Destroy You sigue a «Arabella que lucha por recordar todo lo que le pasó, después de que una noche con sus amigos la dejara con la pantalla del smartphone destrozada, un corte en la frente y el vago recuerdo de un incidente en un cajero automático».

## Elenco

### Principal
- Michaela Coel como Arabella Essiedu, una escritora
- Weruche Opia como Terry Pratchard, la mejor amiga de Arabella y una actriz en apuros.
- Paapa Essiedu como Kwame, el mejor amigo gay de Arabella

### Recurrente
- Marouane Zotti como Biagio, el novio de Arabela
- Stephen Wight como Ben
- Adam James como Julian, el editor de Arabella
- Natalie Walter como Francine
- Aml Ameen como Simon
- Lara Rossi como Kat, el compañero de Simon
- Ansu Kabia como Derae, la prima de Simon
- Ann Akin como Alissa, la amante secreta de Simon
- Sarah Niles como la Oficial Funmi

## Episodios
| N.º | Título                                   | Dirigido por               | Escrito por   | Fecha de emisión original | Fecha de emisión en Estados Unidos | Audiencia (millones) |
| --- | ---------------------------------------- | -------------------------- | ------------- | ------------------------- | ---------------------------------- | -------------------- |
| 1 | «Eyes Eyes Eyes Eyes»                    | Sam Miller                 | Michaela Coel | 8 de junio de 2020        | 7 de junio de 2020                 | 0,212                |
| Después de visitar a su aspirante a novio a distancia en Italia, la floreciente escritora Arabella regresa a Londres, donde es recibida por un aluvión de frenéticos mensajes de sus agentes literarios. Cuando le quedan pocas horas para terminar el borrador de su segundo libro, planea quedarse toda la noche, pero pronto se ve tentada a salir con un amigo.                                               |                                          |                            |               |                           |                                    |                      |
| 2 | «Someone Is Lying»                       | Sam Miller                 | Michaela Coel | 9 de junio de 2020        | 14 de junio de 2020                | 0,229                |
| El almuerzo con Terry hace que Arabella piense en los eventos confusos de la noche anterior, lo que la lleva a sondear a Simon para obtener respuestas. Cada vez más desesperada por juntar las piezas, Arabella pasa por el apartamento de Simon y más tarde, se encuentra en una puerta poco acogedora. Mientras tanto Terry tiene una pésima audición, y un preocupado Kwame corre al lado de Arabella.        |                                          |                            |               |                           |                                    |                      |
| 3 | «Don't Forget the Sea»                   | Sam Miller                 | Michaela Coel | 15 de junio de 2020       | 22 de junio de 2020                | 0,156                |
| Tres meses antes del incidente, cuando Terry visita a Arabella en Ostia, un distrito de Roma en el Mar Tirreno, donde la prometedora autora se divierte a lo grande, todo a expensas de su agente. Después de conseguir suministros del traficante de drogas local Biagio, la pareja tiene una noche salvaje que da un giro inesperado para ambos.                                                                |                                          |                            |               |                           |                                    |                      |
| 4 | «That Was Fun»                           | Sam Miller & Michaela Coel | Michaela Coel | 16 de junio de 2020       | 29 de junio de 2020                | 0,098                |
| Arabella regresa a Londres dos meses después del incidente y comienza a ver a un terapeuta, que la anima a encontrar formas creativas y relajantes de afrontar su trauma. Sus agentes esperan ansiosamente el primer borrador, y asignan a otro cliente para ayudarla con el proceso de escritura. Kwame presenta a su nuevo novio a un extraño que conoció en línea.                                             |                                          |                            |               |                           |                                    |                      |
| 5 | «...It Just Came Up»                     | Sam Miller & Michaela Coel | Michaela Coel | 22 de junio de 2020       | 6 de julio de 2020                 | 0,108                |
| Un día tumultuoso encuentra a Arabella revaluando un encuentro sexual con Zain y siguiendo una nueva y prometedora pista en la investigación, abriéndose a Biagio sobre su asalto. Más tarde, después de una reunión con Susy Henny, Arabella amenaza con romper el Internet cuando se sale del guion en una cumbre de escritura. Mientras tanto, Kwame se ve obligado a denunciar su propio asalto a la policía. |                                          |                            |               |                           |                                    |                      |
| 6 | «The Alliance»                           | Sam Miller & Michaela Coel | Michaela Coel | 23 de junio de 2020       | 13 de julio de 2020                | 0,128                |
| Con gran desaprobación por parte de Terry, Arabella asiste a un grupo de apoyo para supervivientes de violaciones y agresiones sexuales dirigido por su conocida de la escuela secundaria, Theo. En un flashback de 2004, la adolescente Arabella y Terry intervienen cuando una joven Theo, ingeniosa y problemática, intenta dar la vuelta a la narración sobre el sexo consensual.                             |                                          |                            |               |                           |                                    |                      |
| 7 | «Happy Animals»                          | Sam Miller & Michaela Coel | Michaela Coel | 29 de junio de 2020       | 20 de julio de 2020                | 0,102                |
| Atada al dinero y aún incapaz de producir un borrador de su libro, Arabella toma un trabajo junto a Theo en una empresa de reparto vegana. La cumpleañera Terry toma medidas encubiertas para asegurarse de que Simon no haga una aparición sorpresa en su fiesta. Las festividades encuentran a Kwame evitando los recordatorios de su asalto mientras Terry airea sus sospechas sobre Theo.                     |                                          |                            |               |                           |                                    |                      |
| 8 | «Line Spectrum Border»                   | Sam Miller & Michaela Coel | Michaela Coel | 30 de junio de 2020       | 27 de julio de 2020                | 0,087                |
| Tras el desmoralizador desarrollo de la investigación, Arabella urde un arriesgado plan para «despertar la alegría» y convence a un Terry adverso para que lo financie. Aún navegando por las consecuencias de su propio asalto, Kwame se desafía a sí mismo a explorar todo el espectro de su sexualidad. |                                          |                            |               |                           |                                    |                      |
| 9 | «Social Media Is a Great Way to Connect» | Sam Miller & Michaela Coel | Michaela Coel | 6 de julio de 2020        | 3 de agosto de 2020                | 0,088                |
| La hinchada presencia de Arabella en los medios sociales la encuentra más pegada a su teléfono que nunca, internalizando perpetuamente el estrés de sus seguidores. En un Halloween «pintura y vino» organizado por Terry, Kwame se abre a las chicas sobre su reciente experimento sexual, y la reacción de Arabella la lleva a una sesión de emergencia con Carrie.                                             |                                          |                            |               |                           |                                    |                      |
| 10 | «The Cause the Cure»                     | Sam Miller & Michaela Coel | Michaela Coel | 7 de julio de 2020        | 10 de agosto de 2020               | 0,115                |
| Después de que Simon, sin darse cuenta, arroja una bomba sobre Arabella, ella se dirige a la cena del cumpleaños de su madre, donde los recuerdos dolorosos y largamente olvidados salen a la superficie. La juerga sin ataduras de Kwame lo lleva a Tyrone, un extraño en busca de un tipo de conexión diferente.                                                                                                |                                          |                            |               |                           |                                    |                      |
| 11 | «Would You Like to Know the Sex?»        | Sam Miller & Michaela Coel | Michaela Coel | 13 de julio de 2020       | 17 de agosto de 2020               | 0,088                |
| 12 | «Ego Death»                              | Sam Miller & Michaela Coel | Michaela Coel | 14 de julio de 2020       | 24 de agosto de 2020               | 0,121                |

1. ↑  Datos de su emisión original en Estados Unidos.

## Producción
Coel declaró en una conferencia en el Edinburgh Fringe de 2018 que había sido agredida sexualmente mientras escribía Chewing Gum,  y que la experiencia le sirvió de inspiración para la serie.
La serie originalmente se llamaría January 22nd, siendo producida por la compañía de producción de Coel, FALKNA Productions. Los productores ejecutivos de la serie incluyen a Coel, Phil Clarke, Roberto Troni, y Jo McClellan para BBC One. Coel también es codirectora y escritora de la serie.

## Lanzamiento

### Distribución
La serie se estrenó el 7 de junio de 2020 en HBO en los Estados Unidos. La serie se estrenó el 8 de junio de 2020 en BBC One en el Reino Unido. En España, se lanzó el 8 de junio de 2020 en HBO España. En Latinoamérica, se estrenó el 15 de junio de 2020, en HBO y HBO Go.

## Recepción

### Críticas
Las primeras críticas de I May Destroy You han sido muy positivas, con muchos críticos elogiando a Coel y la voluntad de la serie de sobrepasar los límites. En Rotten Tomatoes la serie tiene un índice de aprobación del 95%, basado en 41 reseñas, con una calificación promedio de 8.08/10. El consenso crítico del sitio dice, «I May Destroy You es a la vez valiente y delicada, desenredando el trauma de la agresión sexual con humor negro y momentos de profunda incomodidad, todo ello unido a la fuerza del innegable talento de Michaela Coel». En Metacritic, tiene puntaje promedio ponderado de 84 sobre 100, basada en 20 reseñas, lo que indica «críticas de aclamación universal».
Mike Hale de The New York Times, llamó a la serie «conmovedora y silenciosamente divertida». Judy Berman de Time, señaló que la serie cuenta una historia única y compleja centrada en la agresión sexual después del movimiento Me Too.

### Premios y nominaciones
| Año  | Premio                               | Categoría                                                            | Nominado(a)                                                                                   | Resultado | Ref.          |
| ---- | ------------------------------------ | -------------------------------------------------------------------- | --------------------------------------------------------------------------------------------- | --------- | ------------- |
| 2021 | Premios BAFTA                        | Mejor miniserie                                                      | I May Destroy You                                                                             | Ganadora  | [ 36 ]        |
| 2021 | Premios BAFTA                        | Mejor actor                                                          | Paapa Essiedu                                                                                 | Nominado  | [ 36 ]        |
| 2021 | Premios BAFTA                        | Mejor actriz                                                         | Michaela Coel                                                                                 | Ganadora  | [ 36 ]        |
| 2021 | Premios BAFTA                        | Mejor actriz de reparto                                              | Weruche Opia                                                                                  | Nominada  | [ 36 ]        |
| 2021 | Premios BAFTA Craft Awards           | Mejor dirección: Ficción                                             | Michaela Coel & Sam Miller                                                                    | Ganadores | [ 36 ]        |
| 2021 | Premios BAFTA Craft Awards           | Mejor edición: Ficción                                               | Equipo de edición                                                                             | Ganador   | [ 36 ]        |
| 2021 | Premios BAFTA Craft Awards           | Mejor diseño de maquillaje y peluquería                              | Bethany Swan                                                                                  | Nominada  | [ 36 ]        |
| 2021 | Premios BAFTA Craft Awards           | Mejor guion: Drama                                                   | Michaela Coel                                                                                 | Ganadora  | [ 36 ]        |
| 2021 | Premios Costume Designers Guild      | Mejor diseño de vestuario en una serie de ficción - contemporánea    | Lynsey Moore (por "Social Media is a Great Way to Connect")                                   | Nominada  | [ 37 ]        |
| 2021 | Premios de la Crítica Televisiva     | Mejor serie limitada o miniserie                                     | I May Destroy You                                                                             | Nominada  | [ 38 ]        |
| 2021 | Premios de la Crítica Televisiva     | Mejor actriz en una serie limitada o miniserie                       | Michaela Coel                                                                                 | Nominada  | [ 38 ]        |
| 2021 | GLAAD Media Awards                   | Mejor serie limitada o miniserie                                     | I May Destroy You                                                                             | Ganadora  | [ 39 ] [ 40 ] |
| 2021 | Premios Gotham Independent Film      | Mejor nueva serie - corta duración                                   | Michaela Coel, Phil Clarke & Roberto Troni                                                    | Ganadores | [ 41 ]        |
| 2021 | Premios Independent Spirit           | Mejor nueva serie                                                    | Michaela Coel, Phil Clarke & Roberto Troni                                                    | Ganadores | [ 42 ]        |
| 2021 | Premios Independent Spirit           | Mejor reparto en una nueva serie                                     | Michaela Coel, Paapa Essiedu, Weruche Opia & Stephen Wight                                    | Ganadores | [ 42 ]        |
| 2021 | Premios Motion Picture Sound Editors | Mejor sonido de edición - Live action menor de 35 minutos            | Jim Goddard, Joe Beal, Tom Deane, Alex Sidiropoulos & Anna Wright (por "Eyes Eyes Eyes Eyes") | Nominados | [ 43 ]        |
| 2021 | MTV Movie & TV Awards                | Mejor actuación en una serie                                         | Michaela Coel                                                                                 | Nominada  | [ 44 ]        |
| 2021 | Premios NAACP Image                  | Mejor actriz en una serie limitada, miniserie o un especial de drama | Michaela Coel                                                                                 | Nominada  | [ 45 ]        |
| 2021 | Premios NAACP Image                  | Mejor dirección en una serie de comedia                              | Sam Miller & Michaela Coel (por "Ego Death")                                                  | Nominados | [ 45 ]        |
| 2021 | Premios NAACP Image                  | Mejor guion en una serie de comedia                                  | Michaela Coel (por "Ego Death")                                                               | Ganadora  | [ 45 ]        |
| 2021 | Premios Producers Guild of America   | David L. Wolper Award por mejor peoducción en una miniserie          | Michaela Coel, Phil Clarke, Roberto Troni, Simon Meyers & Simon Maloney                       | Nominados | [ 46 ]        |
| 2021 | Premios del Sindicato de Actores     | Mejor actriz de televisión - Miniserie o telefilme                   | Michaela Coel                                                                                 | Nominada  | [ 47 ]        |
| 2021 | Premios Primetime Emmy               | Mejor miniserie                                                      | Michaela Coel, Phil Clarke, Roberto Troni, Sam Miller, and Jo McLellan                        | Nominados | [ 48 ]        |
| 2021 | Premios Primetime Emmy               | Mejor actriz - Miniserie o telefilme                                 | Michaela Coel                                                                                 | Nominada  | [ 48 ]        |
| 2021 | Premios Primetime Emmy               | Mejor actor de reparto - Miniserie o telefilme                       | Paapa Essiedu                                                                                 | Nominado  | [ 48 ]        |
| 2021 | Premios Primetime Emmy               | Mejor dirección - Miniserie, telefilme o especial dramático          | Sam Miller and Michaela Coel (por Ego Death)                                                  | Nominados | [ 48 ]        |
| 2021 | Premios Primetime Emmy               | Mejor dirección - Miniserie, telefilme o especial dramático          | Sam Miller (por Eyes Eyes Eyes Eyes)                                                          | Nominado  | [ 48 ]        |
| 2021 | Premios Primetime Emmy               | Mejor guion - Miniserie, telefilme o especial dramático              | Michaela Coel                                                                                 | Ganadora  | [ 48 ]        |
| 2021 | Premios Emmy a las Artes Creativas   | Mejor casting en una minniserie, telefilme o especial dramático      | Julie Harkin                                                                                  | Nominada  | [ 48 ]        |
| 2021 | Premios Emmy a las Artes Creativas   | Mejor vestuario contemporáneo                                        | Lynsey Moore, Rosie Lack, Debbie Roberts                                                      | Nominados | [ 48 ]        |
| 2021 | Premios Emmy a las Artes Creativas   | Mejor supervisor de música                                           | Ciara Elwis and Matt Biffa                                                                    | Ganadores | [ 48 ]        |
| 2021 | Premios TCA                          | Programa del año                                                     | I May Destroy You                                                                             | Nominado  | [ 49 ]        |
| 2021 | Premios TCA                          | Mejor nuevo programa                                                 | I May Destroy You                                                                             | Nominado  | [ 49 ]        |
| 2021 | Premios TCA                          | Mejor logro en miniserie, telefilme o película para TV               | I May Destroy You                                                                             | Nominado  | [ 49 ]        |
| 2021 | Premios TCA                          | Logro individual en Drama                                            | Michaela Coel                                                                                 | Ganadora  | [ 49 ]        |